# Мартин, Джордж Генри
Сэр Джо́рдж Ге́нри Ма́ртин (англ. Sir George Henry Martin; 3 января 1926, Лондон, Великобритания — 8 марта 2016, Уилтшир, Англия, Великобритания) — английский аранжировщик и композитор, известность которому принесла его работа с группой The Beatles в 1960-е годы. Мартина иногда называют «пятым битлом»: он продюсировал все пластинки официальной дискографии группы, кроме последней, вышедшей уже после распада группы в 1970 году. Помимо The Beatles Мартин также работал с отдельными участниками группы после её распада, а также с другими исполнителями (America, Ultravox, Селин Дион, Джефф Бек, Элтон Джон). Командор ордена Британской империи, рыцарь-бакалавр. В списке 500 величайших песен всех времён по версии журнала Rolling Stone 24 песни, спродюсированные Джорджем Мартином — больше чем у любого другого продюсера данного списка.

## Продюсерская деятельность
Джордж Мартин ещё до The Beatles продюсировал записи Ширли Бэсси и Мэтта Монро, скиффл- и джазовых коллективов, записи комедийных актёров, экспериментировал со звуком. После того, как менеджер «Битлз» Брайан Эпстайн привёл в фирму Parlophone, где работал Мартин, Силлу Блэк, Gerry & The Pacemakers, Billy J. Kramer And The Dakotas, Мартин продюсировал и их пластинки. В 1965 году Мартин создал собственную студию AIR London (англ.). В 1970-х был продюсером ряда хитовых альбомов группы America, работал также с Нилом Седакой, Mahavishnu Orchestra, Ринго Старром, Полом Уинтером, Джимми Уэббом и Джеффом Беком. Продолжал поддерживать отношения со всеми бывшими участниками The Beatles, в 1977 году подготовил выпуск концертного альбома The Beatles at the Hollywood Bowl, был продюсером сольных альбомов Пола Маккартни, саундтрека к его фильму «Передай привет Брод-стрит» (англ. Give My Regards To Broad Street). В конце 70-х построил студию на карибском острове Монтсеррат, в которой записывались Пол Маккартни, Dire Straits, Rolling Stones. В 1989 году ураган уничтожил студию, и многие музыканты отдали свои записи для созданного Мартином благотворительного альбома After The Hurricane (рус. После урагана). Джордж Мартин также был продюсером телевизионного документального фильма, посвященного 25-летнему юбилею альбома Sgt. Pepper`s Lonely Hearts Club Band, подготовил три двойных CD «Антология „Битлз“» (The Beatles Anthology). Последняя его работа (вместе с сыном Джайлзом) — альбом Love, за который он получил «Грэмми» в 2008 году.

## Творчество
9 февраля 1962 года Джордж Мартин ознакомился с демо-записями The Beatles и пригласил квартет на прослушивание в лондонскую студию № 3 в Сент-Джонс-Вуд. Прослушивание состоялось 6 июня. Поначалу, оценив материал, Мартин было подумал о клише — найти в группе солиста и сделать его звездой на манер Элвиса Пресли или Томми Стила. В результате он пришёл к несколько неожиданному решению: петь в группе будут все. При этом Мартин настоял на замене ударника (впрочем, к тому же мнению пришли и остальные участники группы). Также Мартин отказался от стандартного подхода — приглашения профессионального композитора для сочинения музыки — The Beatles были полны идей и сами справлялись с этой задачей.
Каждую вновь созданную песню музыканты «Битлз» (прежде всего, Леннон и Маккартни, а также Харрисон и Старр) предъявляли Мартину, которую тот оценивал (как продюсер) не только с точки зрения коммерческой привлекательности, но осуществлял и её общемузыкальную экспертизу. Роль Мартина в коллективной работе над композицией ещё более возросла с тех пор (с сентября 1966 года), как группа отказалась от живых концертов, сосредоточившись на работе в студии звукозаписи (когда появилась возможность наложения аудиотреков, экспериментов с магнитофонной лентой и других специальных возможностей записи, непредставимых в живом концертном звучании). Музыкальный профессионализм Мартина (знавшего инструментоведение и владевшего мастерством академической оркестровки) способствовал тому, что «сырые» заготовки песен приобретали формально законченный вид и профессиональный шик и лоск.

Все вместе мы многому научились. Джордж Мартин обладал обширными музыкальными познаниями и образованием, он мог перевести для нас что угодно и многое предлагал. Он демонстрировал поразительные технические приёмы: он мог замедлить на плёнке партию пианино или сделать ещё что-то в этом роде. Мы говорили: «Мы хотим, чтобы это звучало так-то и так-то». А он отвечал: «Слушайте, ребята, сегодня я думал об этом, а вчера вечером говорил… неважно, с кем, и решил попробовать вот что». А мы говорили: «Отлично, давай добавь это сюда». Иногда он предлагал: «Вы слышали когда-нибудь гобой?» Мы спрашивали: «Это ещё что?» — «А вот что…»
— Джон Леннон
Большинство аранжировок, запечатлённых в аудиозаписях Битлз, были написаны Мартином для разных инструментальных составов, вплоть до небольшого симфонического оркестра (в ранних записях Мартин также нередко фигурировал как пианист. Так, в песне «In My Life» он исполнил виртуозное соло на фортепиано, благодаря методу записи звучавшее как барочный клавесин (партия была сыграна в замедленном в два раза в темпе, так как, будучи непрофессиональным исполнителем (хотя и с академическим образованием), Мартин не мог сыграть его в темпе песни, после чего запись была ускорена, а высота партии была поднята на октаву).

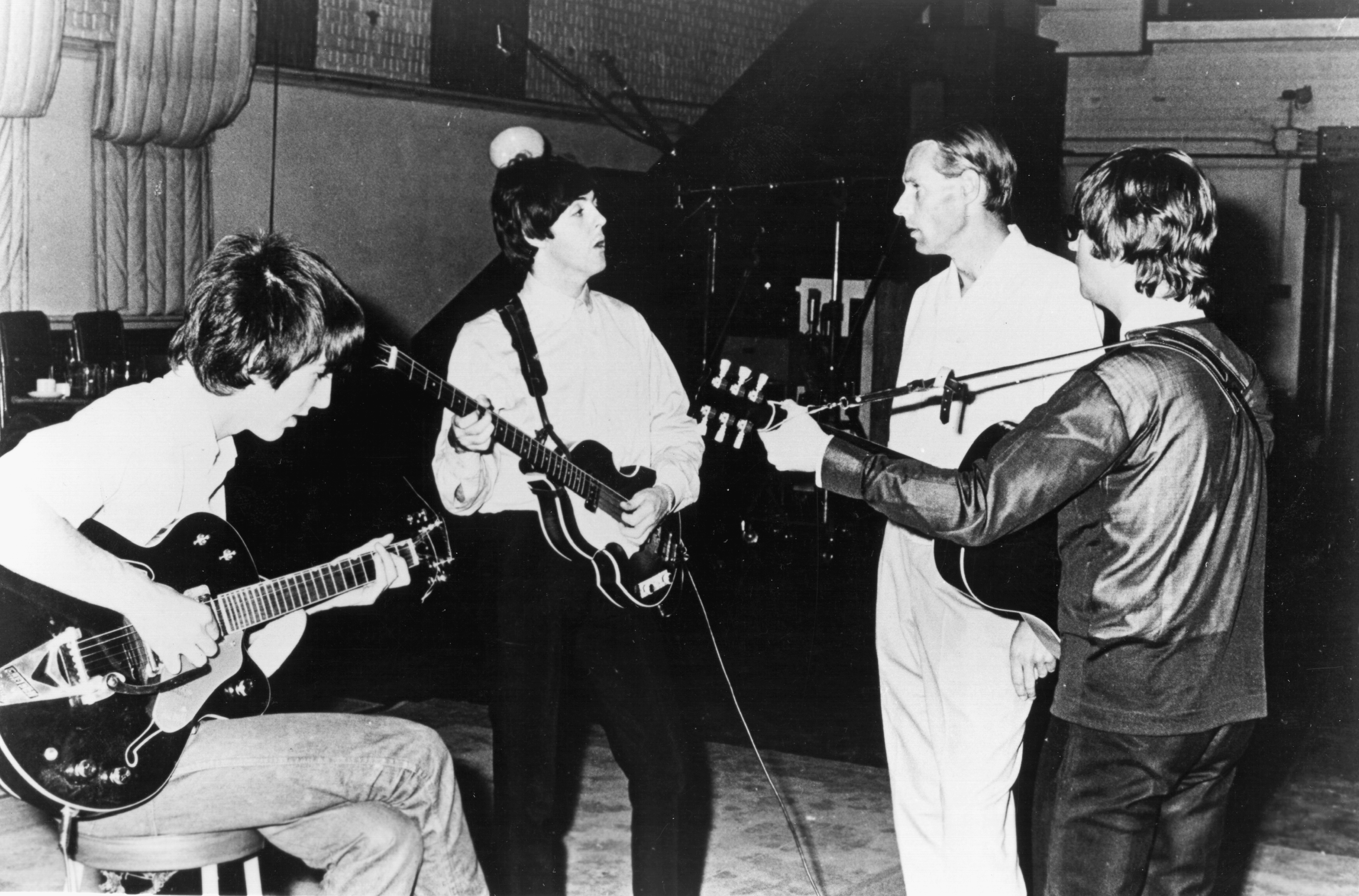
The Beatles и Джордж Мартин в студии

Именно по его инициативе (против которой первоначально Маккартни возражал) в записи «Yesterday» появился струнный квартет. Мартин оркестровал для струнного оркестра песню «Eleanor Rigby» и выступил в записи также как дирижёр. В песне «Penny Lane» Мартин ввёл партию трубы пикколо, оформив мелодию (которую напел Маккартни) как виртуозное соло, стилизованное под баховские Бранденбургские концерты. Для песни «I Am the Walrus» он написал оригинальную аранжировку с участием ансамбля медных духовых инструментов, скрипок, виолончелей и вокального ансамбля. В песне «A Day in the Life» Мартин задумал и реализовал знаменитую «апокалиптическую» кульминацию композиции (с использованием алеаторики), которая стала неотъемлемой частью мелодии и композиции.
В свои аранжировки Мартин вплетал эксперименты с магнитофонной лентой, включая её задом и меняя скорость воспроизведения («Tomorrow Never Knows», «Strawberry Fields Forever»). В «Tomorrow Never Knows» был применён редкий на тот момент метод искусственного дабл-трекинга (ADT). Создавая цирковую атмосферу, которой требовал Леннон в песне «Being for the Benefit of Mr. Kite!», придумал закольцевать плёнку с фрагментами органного проигрыша (на органах играли Мартин и Леннон).
Мартин не только делал оркестровую обработку для всех песен группы, включая «Good Night», он также писал музыку, вошедшую в альбомы ливерпульской четверки. Мартин написал инструментальную музыку для мультфильма «Yellow Submarine» и является фактическим соавтором многих песен квартета. Например, Michelle, долгое время считавшаяся песней Маккартни, была написана Маккартни, Ленноном и Мартином в виде трёх равноценных частей, появившихся в разное время.
Мартин прекратил сотрудничество с The Beatles в период работы над проектом «Get Back/Let It Be», но по просьбе музыкантов вернулся для записи Abbey Road:

«Let It Be была неудачной записью, хотя на ней есть несколько замечательных песен, и я действительно был уверен, что это конец The Beatles, — и я предполагал, что никогда больше не буду работать с ними. Я тогда подумал: „Какой позор так закончить“. И я был очень удивлён, когда Пол позвонил мне и сказал: „Мы собираемся сделать ещё одну запись — вы хотели бы её продюсировать?“»— Джордж Мартин, интервью Льюисону в «The Complete Beatles Recording Sessions»
Кроме работы с группой Мартин издавал инструментальные пластинки с собственными композициями или обработками популярной музыки. Пьесу Theme One он написал по заказу теле- и радиовещательной корпорации Би-Би-Си, в дальнейшем она использовалась в качестве музыкальной заставки. А музыка Мартина к фильму Live And Let Die (1973), вышедшая отдельной пластинкой, признана лучшим саундтреком бондианы. Заглавная песня к фильму с формальным авторством Пола и Линды Маккартни также на самом деле является и творческой работой Мартина. Он не только аранжировал ее, но и написал всю среднюю часть и финал, ставшие самым ярким достижением композиции.
В 60-х Мартин спродюсировал первый сольный альбом Старра Sentimental Journey, признанный многими критиками лучшей соло-работой битловского ударника. В 70-х он продолжал продюсировать многие сольные альбомы Маккартни, хотя его фамилия и не указана в выходных данных — Маккартни было важно создать видимость, что альбомы он продюсирует самостоятельно. В начале 80-х сотрудничество с Маккартни продолжилось, и на этот раз Мартин был указан в выходных данных. Однако в альбоме Flowers in the Dirt (1989), над которым Мартин осуществлял общее кураторство, его имя снова не указано.

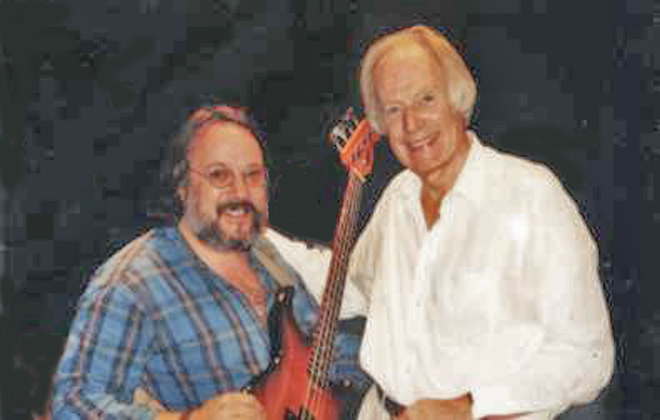
Мартин (справа) в 1994 году

В 90-х Мартин принял участие в проекте «Антология The Beatles».
Пьеро Скаруффи писал о Мартине:

Он был истинным гением, стоявшим за музыкой The Beatles, способным обратить их снобистское отношение, их ребяческую самонадеянность, их мимолётный энтузиазм в музыкальные идеи. Он превращал их второраздрядные мелодии в монументальные и причудливые аранжировки.
Оригинальный текст (итал.)E' lui, in questo periodo, il vero genio musicale dei Beatles, capace di trasformare le loro pose snob, le loro puerili presunzioni, i loro effimeri entusiasmi, in idee musicali. E' lui a trasformare le loro melodie di seconda mano in monumenti di arrangiamenti eccentrici.
Оригинальный текст (англ.)He was the true genius behind the music of The Beatles. Martin transformed their snobbish disposition, their childish insolence, their fleeting enthusiasm into musical ideas. He converted their second hand melodies into monumental arrangements.

## Смерть
Джордж Генри Мартин умер 8 марта 2016 года, в своём доме в деревне и общине Колсхилл, графство Оксфордшир, в возрасте 90 лет. О его смерти сообщил Ринго Старр, в своём аккаунте в Twitter, а пресс-секретарь Universal Music Group, подтвердил его смерть.
Причина смерти Джорджа Мартина не была сразу раскрыта, но его биограф Кеннет Вомак позже написал, что причиной смерти стали осложнения, связанные с раком желудка.
Его похороны состоялись 14 марта, в церкви Всех Святых в Колсхилле, и он был похоронен недалеко от церкви. Поминальная служба прошла 11 мая, в церкви Сент-Мартин-ин-зе-Филдс, и на ней присутствовали, в частности, Пол Маккартни, Ринго Старр, Йоко Оно, Оливия Харрисон, Элтон Джон, Бернард Криббинс и бывшие коллеги.
Документальный фильм Рона Ховарда «The Beatles: Восемь дней в неделю», вышедший через шесть месяцев после смерти Мартина, был посвящён его памяти.

## Сочинения
- Martin G., Hornsby J. All you need is ears. New York: St. Martin’s Press, 1979; репринт 1994. 285 pp.